# 杨树闸畔默克体育场
杨树闸畔默克体育场（德語：Merck-Stadion am Böllenfalltor）原称杨树闸畔体育场，是一座位于德国黑森州城市达姆施塔特的多用途体育场，现时为足球俱乐部达姆施塔特98和美式橄榄球队达姆施塔特钻石共用的主场。它于2015年夏天针对德甲联赛的要求进行了重建，可容纳17,000名观众。
体育场得名于杨树，即黑森南部方言中的或，于达姆施塔特伯爵领时期广泛生长在通往特赖萨的路旁。则是指吊闸，作为通往达姆施塔特森林的围栏入口，其作用是为了防止野兽出逃。时至今日，体育场的北缘仍然栽有大量的杨树。自2014年7月起，达姆施塔特的本土企业默克集团以每年30万欧元的赞助价格获得体育场的冠名权并改为现名。作为体育场的业权者，达姆施塔特市政府与默克集团之间的框架协议为期五年。